# Bojana Radulovic
Bojana Radulović (Subotica, 23 de Março de 1973) é uma ex-handebolista húngara, medalhista de prata nas Olimpíadas de Sydney 2000, e medalhista de bronze e prata em mundiais.
É a única atleta junto com Cristina Neagu a ser eleita a Melhor jogadora de handebol do mundo por 2 vezes.

## Clubes
- Dunaujvaros
- Fejer County
- Valencia
- Caola
- Dunaferr NK
- Györi Graboplast
- DNKKSE

## Conquistas

### Individuais
- 2000 - Jogadora do Ano da Hungria
- 2000 - Melhor jogadora de handebol do mundo pela IHF - 1a vez
- 2003 - Artilheira da Campeonato Mundial
- 2003 - Melhor jogadora de handebol do mundo pela IHF - 2a vez
- 2004 - Artilheira dos Jogos Olímpicos de Athenas
- 2004 - Artilheira do Campeonato Europeu
- 2004 - SportStars Award
- 2010 - Jogadora da Década da Hungria

### Clubes
- 1998 - Campeã da Copa da Hungria
- 1998 - Campeã da Hungria
- 1998 - Campeã da Copa EHF de Handball feminino
- 1999 - Bi-campeã da Copa da Hungria
- 1999 - Bi-campeã da Hungria
- 1999 - Campeã Supercopa da Europa
- 1999 - Campeã da Liga dos Campeões
- 2000 - Tri-campeã da Copa da Hungria
- 2002 - Tetra-campeã da Copa da Hungria
- 2003 - Tri-campeã da Hungria
- 2004 - Penta-campeã da Copa da Hungria
- 2004 - Tetra-campeã da Hungria
- 2007 - Hexa-campeã da Copa da Hungria

### Seleção Nacional

#### Campeonatos Mundiais
- 2001 - 6o Lugar
- 2002 - 5o Lugar
- 2003 -  2o Lugar
- 2004 -  3o Lugar

#### Jogos Olímpicos
- 2000 -  Medalha de Prata nos Jogos de Sydney
- 2004 - 5o lugar nos Jogos de Atenas